# Esther Carlebach

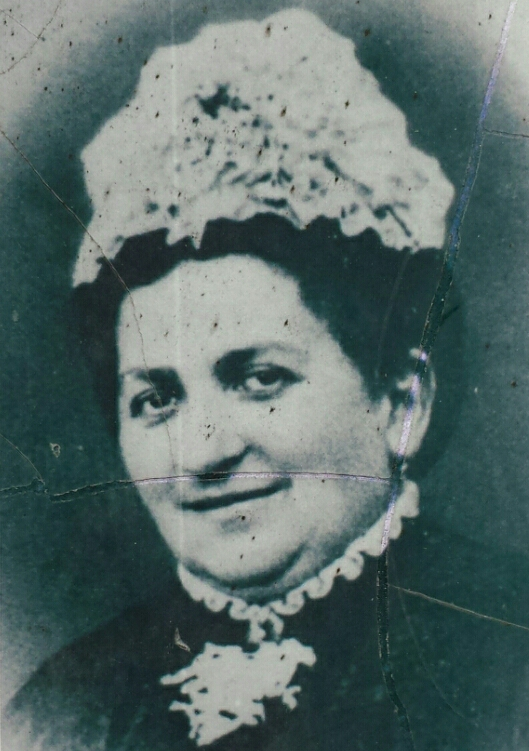
Esther Carlebach

Esther Carlebach geborene Esther Adler (geboren am 12. Juni 1853 in Lübeck-Moisling; gestorben am 14. Februar 1920 in Lübeck) war eine deutsche Autorin von Gedichten sowie eines Ratgebers für jüdische Familien.
Sie war die Frau des Rabbiners Salomon Carlebach, Mutter von zwölf Kindern und die Stammmutter des Geschlechts Carlebach, das bedeutende Rabbiner, Wissenschaftler und Journalisten in Deutschland, Großbritannien, Israel und den USA hervorgebracht hat.

## Leben
Carlebach war die Tochter des Lübecker Rabbiners Alexander Sussmann Adler (1816–1869) und seiner Frau Hanna Fischl Joel (1820–1889). Sie wurde in Lübeck-Moisling geboren, wo ihr Großvater Ephraim Fischl Joel (1795–1851) bereits Rabbiner gewesen war. Esther besuchte ab 1858 die jüdische Elementarschule in Moisling und anschließend bis 1868 das Lyzeum Ernestinenschule in Lübeck. Bereits als 14-Jährige veröffentlichte sie unter Pseudonym Artikel in jüdischen Zeitungen wie Jeschurun, in denen sie sich mit den Beschränkungen jüdischer Frauen in religiösen Studien beschäftigte. Ihre Tochter Bella schrieb dazu: „[...] sie konnte nicht verstehen, warum nur Knaben lernen konnten und mußten. Daß ihr das jüdische Lernen nicht ermöglicht wurde, grämte sie bis auf ihren letzten Tag.“ An der Ernestinenschule erteilte sie ab 1869 als 16-Jährige für drei Jahre lang Unterricht.
Im Oktober 1871 verlobte sie sich mit Salomon Carlebach, der 1870 die Nachfolge ihres Vaters als Rabbiner in Lübeck angetreten hatte. Das Paar wurde am 10. Januar 1872 vom Hamburger Oberrabbiner Anschel Stern getraut.  Im Verlauf der Ehe brachte sie zwölf Kinder zur Welt, vier Töchter und acht Söhne. Neben ihren Aufgaben als Hausfrau und Mutter arbeitete sie im Beerdigungs-Schwestern-Verein sowie im Jüdischen Frauenverein mit und nahm ab 1878 Jungen als Pensionsgäste im Haushalt auf. 1880 zog die Familie in die Amtswohnung in der Lübecker St.-Annen-Straße im Obergeschoss der neugebauten Lübecker Synagoge. Als ihre Tochter Bella 1895 den Rabbiner Leopold Rosenak heiratete, nahm sie das Ereignis zum Anlass, den Gedichtband Der Tochter Zions Liebe und Leben zu veröffentlichen. 1908 folgte der Ratgeber Für das Jüdische Haus – Vorträge und Aufführungen für Purim, Chanuka, Gedichte für Hochzeiten, Bar-Mizwah u. dergl. in zwei Bänden. Als ihr Ehemann den 70. Geburtstag feierte, widmete sie ihm eine Festschrift. Ihr Gedichtband Der Tochter Zions Liebe und Leben war so erfolgreich, dass 1915, also zwanzig Jahre später, eine zweite Auflage erschien. Ihr Mann Salomon Carlebach starb 1919. Esther Carlebach, deren Gesundheit seit 1916 durch ein Herzleiden beeinträchtigt war, starb elf Monate nach ihm. Beide wurden auf dem jüdischen Friedhof in Lübeck-Moisling beigesetzt.
Die Wochenzeitschrift Der Israelit veröffentlichte einen ausführlichen Nachruf, in dem es heißt: 
„Wie sie durch eigene Tätigkeit über den Rahmen unserer Gemeinde hinaus wirkte, ist der Welt bekannt. In allen jüdischen Häusern finden sich ihre gemütvollen Dichtungen ‚für’s jüdische Haus‘ und ‚der Tochter Zions Liebe und Leben‘. Ihr Wirken innerhalb unserer Gemeinde war ein reiches und von Gott gesegnetes. Sei es, daß sie als Lehrerin an der jüdischen Schule die Kinder unterrichtete, im Israelitischen Frauenverein in erster Reihe humanitär wirkte, in der Frauen-Chewra als hilfreiche Schwester uns zur Seite stand, sei es, daß sie auf allen andern Gebieten des sozialen und Gemeindelebens in frohen und glücklichen Stunden uns Führerin wurde und zu jeder Zeit Stütze und Halt gab, überall sind die Spuren ihrer gottbegnadeten Wirksamkeit anzutreffen, sie werden uns und unseren Kindern unvergesslich bleiben.“
Die Stadt Lübeck würdigte Carlebach 2005 in einer Wanderausstellung unter dem Titel Frauen in der Lübecker Geschichte unter der Schirmherrschaft von Bischöfin Bärbel Wartenberg-Potter. In Lübeck erinnert der Carlebach-Park im Hochschulstadtteil an die Mitglieder der Familie Carlebach.

## Nachkommen
- Alexander Carlebach (1872–1925), Bankier in Lübeck
  - Julius Carlebach (1909–1964), Ethnograph und Kunsthändler
- Emanuel Carlebach (1874–1927), Rabbiner in Memel und Köln
  - David Carlebach (1899–1951), Rabbiner in Köln und Jerusalem
  - Alexander Carlebach (1908–1992), Rabbiner in London, Belfast und Jerusalem
- Simson Carlebach (1875–1942; Lager Jungfernhof), Bankier
  - Felix F. Carlebach (1911–2008), Rabbiner in Manchester, Ehrenbürger der Stadt Lübeck
- Bella Carlebach (1876–1960), verheiratet mit dem Bremer Rabbiner Leopold Rosenak
  - Ignatz Rosenak (1897–1957), Rechtsanwalt
- Ephraim Carlebach (1879–1936), Rabbiner und Gründer der Höheren Israelitischen Schule in Leipzig
  - Ezriel Carlebach (1908–1956), Gründer und Chefredakteur der israelischen Tageszeitung Maariw
- Sara Carlebach (1880–1928), verheiratet mit dem Schuldirektor und Oberbibliothekar in Berlin, Moritz Stern (1864–1939)
- Moses Carlebach (1881–1936), Fabrikant in Leipzig
- Joseph Zwi Carlebach (1883–1942), Rabbiner in Lübeck, Altona und Hamburg
  - Julius Carlebach (1922–2001), deutsch-britischer Rabbiner und langjähriger Rektor der Hochschule für Jüdische Studien in Heidelberg
  - Miriam Gillis-Carlebach (1922–2020), israelische Erziehungswissenschaftlerin
  - Salomon Peter Carlebach (1925–2022), Rabbiner in New York
- Cilly Carlebach (1884–1968), verheiratet mit dem Rabbiner Leopold Neuhaus
- David Carlebach (1885–1913), Rabbiner
- Mirjam Carlebach (1886–1962), verheiratet mit dem Bankier Zeev Wilhelm Cohn (1883–1980)
  - Haim Hermann Cohn (1911–2002), Generalstaatsanwalt und Justizminister in Israel
- Hartwig Naphtali Carlebach (1889–1967), Rabbiner in Berlin, Baden bei Wien und New York
  - Shlomo Carlebach (1925–1994), der „singende Rabbi“ aus New York City

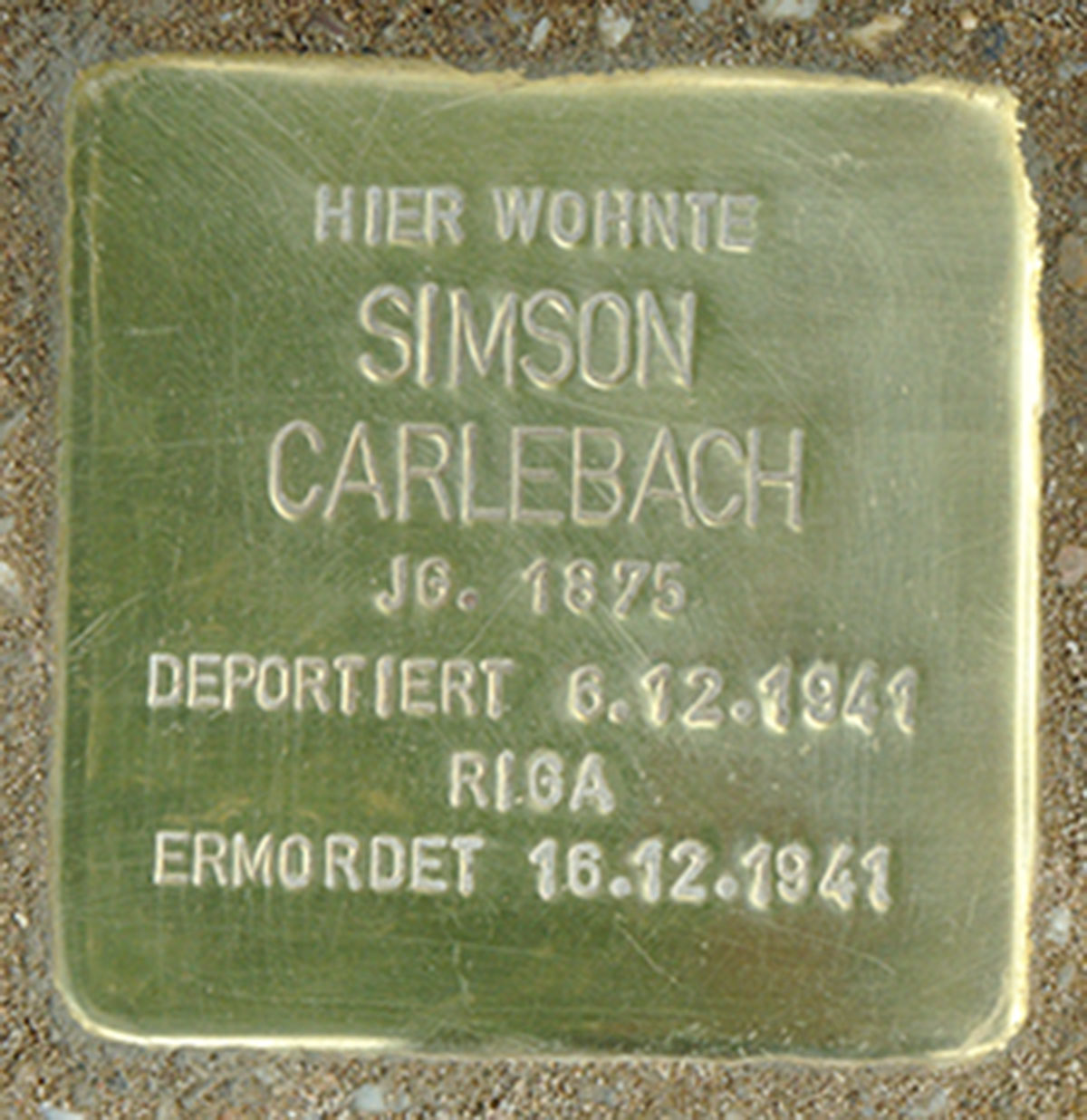
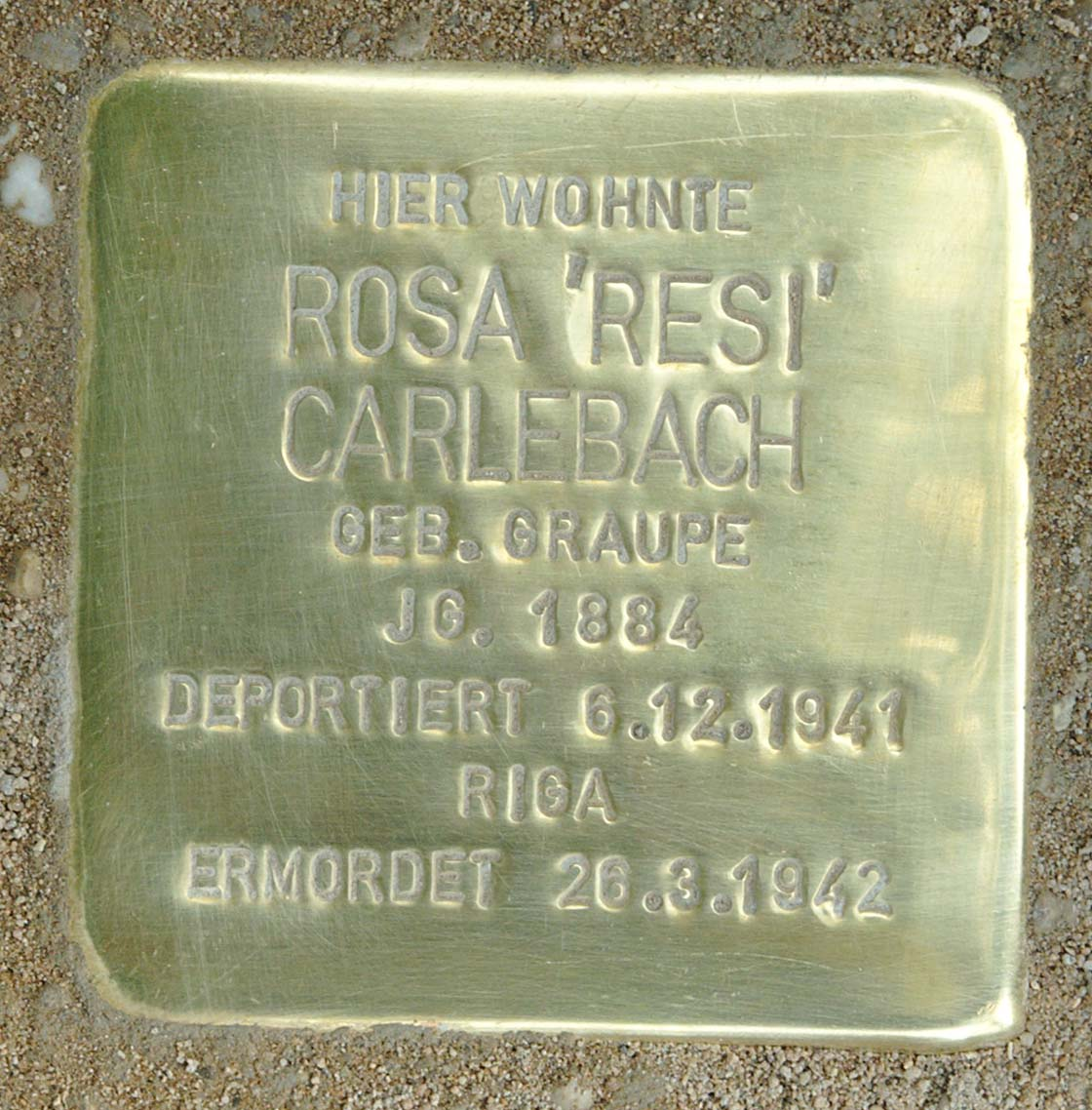
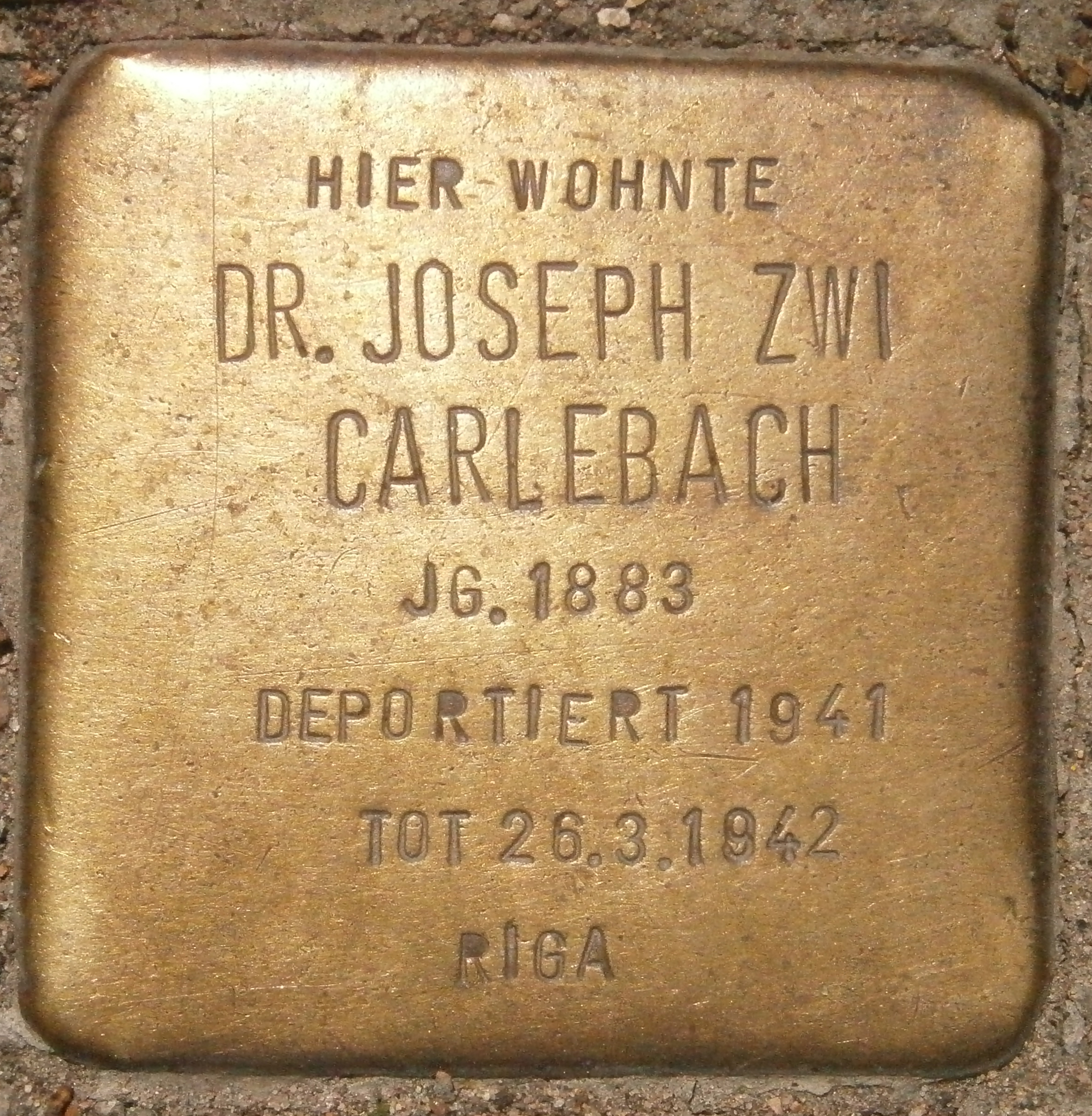

## Werke
- Der Tochter Zions Liebe und Leben. Gedichtband, Lübeck 1895.
- Für das Jüdische Haus – Vorträge und Aufführungen für Purim, Chanuka, Gedichte für Hochzeiten, Bar-Mizwah u. dergl. Zwei Hefte, 1908.
- Meinem lieben Mann zum 70. Geburtstag – Daten von Amts- und Familienerlebnissen. Festschrift, Lübeck 1915.
- Der Tochter Zions Liebe und Leben. Zweite veränderte Auflage, 1915.